# K.V. Kortrijk
Koninklijke Voetbalclub Kortrijk (thường được gọi đơn giản là KV Kortrijk hoặc KVK) là một câu lạc bộ bóng đá chuyên nghiệp Bỉ có trụ sở tại Kortrijk, Tây Flanders. Đội chơi ở Giải hạng nhất Bỉ và đạt được thứ hạng tốt nhất từ trước đến nay trong mùa giải 2009–10, đứng thứ 4 sau vòng play-off. KV Kortrijk được thành lập vào năm 1971, mặc dù nguồn gốc của đội có thể bắt nguồn từ năm 1901. Họ đã đăng ký với Hiệp hội bóng đá Hoàng gia Bỉ với số thứ tự 19. Màu sắc của câu lạc bộ là đỏ và trắng. Đội chơi các trận đấu trên sân nhà tại sân vận động Guldensporen, được đặt tên theo Trận chiến Golden Spurs diễn ra ở Kortrijk năm 1302.
KV Kortrijk lần đầu tiên tham gia giải hạng nhất vào đầu thế kỷ 20, trong giai đoạn 1906–07 và 1910–11. Cuối cùng, họ đã phải đợi 65 năm để trở lại phong độ cao nhất, khi họ trải qua 15 mùa giải ở giải đấu hàng đầu, bị gián đoạn bởi một mùa giải ở giải hạng hai (giữa 1976–77 và 1978–79 và giữa 1980–81 và 1991–92). KV Kortrijk cũng chơi mùa giải 1998–99 ở giải hạng nhất trước khi họ trở lại Giải bóng đá chuyên nghiệp Bỉ (Pro League) vào mùa giải 2008–09.

## Cầu thủ

### Đội hình hiện tại
Tính đến ngày 7/2/2024
Ghi chú: Quốc kỳ chỉ đội tuyển quốc gia được xác định rõ trong điều lệ tư cách FIFA. Các cầu thủ có thể giữ hơn một quốc tịch ngoài FIFA.
| Số | VT | Quốc gia         | Cầu thủ                                  |
| -- | -- | ---------------- | ---------------------------------------- |
| 1  | TM | Bỉ               | Tom Vandenberghe                         |
| 2  | HV | Anh              | Ryan Alebiosu                            |
| 4  | HV | Ukraina          | Mark Mampassi (mượn từ Lokomotiv Moscow) |
| 5  | HV | Đức              | Christalino Atemona                      |
| 6  | HV | Chile            | Nayel Mehssatou                          |
| 7  | TĐ | Pháp             | Mounaïm El Idrissy                       |
| 8  | TV | Bỉ               | Youssef Challouk                         |
| 9  | TĐ | Cộng hòa Ireland | Jonathan Afolabi                         |
| 10 | TV | Algérie          | Abdelkahar Kadri                         |
| 11 | TV | Bỉ               | Dion De Neve                             |
| 13 | TM | Bỉ               | Ebbe De Vlaeminck                        |
| 14 | TV | Na Uy            | Iver Fossum                              |
| 15 | TV | Bulgaria         | Kristiyan Malinov                        |
| 16 | TV | Bỉ               | Marco Kana (mượn từ Anderlecht)          |

| Số | VT | Quốc gia   | Cầu thủ                                  |
| -- | -- | ---------- | ---------------------------------------- |
| 17 | TV | Zambia     | Kings Kangwa (mượn từ Red Star Belgrade) |
| 20 | TĐ | Uruguay    | Felipe Avenatti                          |
| 21 | HV | Bỉ         | Martin Wasinski (mượn từ Charleroi)      |
| 24 | HV | Nhật Bản   | Haruya Fujii (mượn từ Nagoya Grampus)    |
| 27 | TV | Pháp       | Abdoulaye Sissako                        |
| 33 | HV | Nhật Bản   | Ryotaro Tsunoda (mượn từ Cardiff City)   |
| 39 | TĐ | Wales      | Isaak Davies (mượn từ Cardiff City)      |
| 44 | HV | Bồ Đào Nha | João Silva                               |
| 54 | TĐ | Anh        | Sheyi Ojo (mượn từ Cardiff City)         |
| 68 | TĐ | Guadeloupe | Thierry Ambrose                          |
| 70 | TV | Bỉ         | Massimo Bruno                            |
| 76 | TĐ | Sénégal    | Djibi Seck                               |
| 89 | TV | Bỉ         | Lynnt Audoor (mượn từ Club Brugge)       |
| 95 | TM | Bỉ         | Lucas Pirard                             |

### Cho mượn
Ghi chú: Quốc kỳ chỉ đội tuyển quốc gia được xác định rõ trong điều lệ tư cách FIFA. Các cầu thủ có thể giữ hơn một quốc tịch ngoài FIFA.
| Số | VT | Quốc gia | Cầu thủ                                      |
| -- | -- | -------- | -------------------------------------------- |
| —  | HV | România  | Raul Opruț (tại Hermannstadt đến 30/6/2024)  |
| —  | TV | Bỉ       | Massimo Decoene (tại Oostende đến 30/6/2024) |
| —  | TĐ | Algérie  | Billel Messaoudi (tại Göztepe đến 30/6/2024) |

| Số | VT | Quốc gia | Cầu thủ                                       |
| -- | -- | -------- | --------------------------------------------- |
| —  | TĐ | Bỉ       | Dylan Mbayo (tại Dordrecht đến 30/6/2024)     |
| —  | TĐ | Malaysia | Luqman Hakim (tại YSCC Yokohama đến 1/1/2025) |